# Megareo
Nella mitologia greca, Megareo  (in greco antico: Μεγαρεύς?, Megaréus) era il nome di uno dei figli di Poseidone.

## Il mito
Re della città di Onchesto, in Beozia, esistono due versioni del mito a seconda del luogo dove essa viene raccontato:
- I Beoti raccontano che in occasione della battaglia intercorsa fra Niso e Minosse, egli appena saputo dell'attacco che aveva subito il figlio di Pandione II (Niso) andò in suo aiuto. Partì con un esercito di guerrieri beoti e finì con l'essere ucciso. A quel punto venne sepolto nella città di Nisa che in suo onore venne chiamata Megara. In guerra forse venne ucciso dallo stesso Minosse.[1]
- I Megaresi si discostano da questa versione, affermano che egli sposò la figlia di Niso la bella Ifinoe.[2] Lui divenne re essendo succeduto allo stesso Niso. Alla sua morte Alcatoo prese il suo posto sul trono.[3] Per avere sposato la figlia di lui Evecme.